# Gonçalo Leaça
Gonçalo Leaça, né le 29 octobre 1997, est un coureur cycliste portugais. Il est membre de l'équipe Credibom-LA Alumínios-Marcos Car.

## Biographie
Gonçalo Leaça est formé au Clube de Ciclismo da Aldeia de Paio Pires, dans la municipalité de Seixal. En 2016 et 2017, il évolue dans le club Sicasal-Constantinos. Il intègre ensuite l'équipe continentale LA Alumínios en 2018. Cette structure est destinée aux jeunes coureurs portugais. 
En 2022, il participe à son cinquième Tour du Portugal. Bon grimpeur, il se distingue lors de la septième étape en terminant deuxième à Braga, derrière son compagnon d'échappée Luís Gomes,. Il se classe également neuvième d'une étape de montagne à l'Observatório de Vila Nova, derrière les principaux favoris. La même année, il prend la huitième place du Classica da Arrábida.
Lors de la saison 2023, il s'impose sur une course nationale portugaise. En août 2024, il obtient probablement le meilleur résultat de sa carrière en finissant quatrième du Tour du Portugal.

## Palmarès et résultats

### Palmarès par année
- 2023
  - Circuit de Nafarros
- 2024
  - Circuito de São Bernardo
  - 3e du Circuit de Malveira

### Classements mondiaux
| Année                                 | 2019  | 2020 | 2021  | 2022  | 2023  | 2024 |
| ------------------------------------- | ----- | ---- | ----- | ----- | ----- | ---- |
| Classement mondial                    | 3309e | nc   | 2339e | 2141e | 2625e | 984e |
| UCI Europe Tour                       | 2006e | nc   | 1561e | 1346e | nc    | nc   |
|                                       |       |      |       |       |       |      |
| Légende : nc = non classéSource : UCI |       |      |       |       |       |      |